# Więcek
Więcek – polskie nazwisko pochodzące od imienia Więcesław, w Polsce nosi je ponad 7,2 tys. osób.

## Znane osoby noszące to nazwisko
- Artur Więcek - reżyser.
- Maksymilian Więcek - hokeista, koszykarz, piłkarz ręczny, olimpijczyk.
- Feliks Więcek - kolarz.